# Allocheilos guangxiense
Allocheilos guangxiense là một loài thực vật có hoa trong họ Tai voi. Loài này được W.T. Wang mô tả khoa học đầu tiên năm 1984.